# Ack, Jesu Krist, mig nåd bete
Ack, Jesu Krist, mig nåd bete  (tyska: Herr Jesu Christ, ich weiss gar wohl) är en begravningspsalm. Den är skriven av kyrkoherden Bartholomäus Ringwaldt och översattes till svenska av Haquinus Magni Ausius. Texten har senare bearbetats av Christopher Dahl och Johan Olof Wallin.

## Publicerad i
- Den svenska psalmboken 1694 som nummer 451 under rubriken "Död- och Begrafnings Psalmer".
- 1695 års psalmbok som nummer 386 under rubriken "Beredelse-Psalmer emot Döden".[1]
- Den svenska psalmboken 1819 som nummer 470 under rubriken "Med avseende på de yttersta tingen: Kristlig bön om en salig ändalykt och stilla hängivenhet under Guds vilja".
- Den svenska psalmboken 1937 som nummer 554 under rubriken "Det kristna hoppet inför döden".